# Хендрик I (Лимбург)
Хайнрих I (на френски: Henri Ier de Limbourg; на немски: Heinrich I, * ок. 1059, † 1119) от Дом Лимбург-Арлон, е от 1081 до 1118 г. граф на Лимбург и Арлон и от 1101 до 1106 г. херцог на Долна Лотарингия.

## Биография
Той е вероятно син на херцог Валрам II (или Удо) граф на Арлон († пр. 1082) и Юдит/Юта от Долна Лотарингия, наследничка на Лимбург, дъщеря на херцог Фридрих II Люксембургски от Долна Лотарингия (Вигерихиди).
Хайнрих е номиниран през 1101 г. за херцог на Долна Лотарингия от император Хайнрих IV. През 1106 г. той трябва да даде херцогската титла на граф Готфрид I от Льовен понеже остава верен на бащата на император Хайнрих V.

## Фамилия
Хайнрих се жени за Аделхайд фон Потенщайн (* 1061, † 1106), дъщеря на Бото фон Потенщайн (Арибони) и Юдит от Швайнфурт, дъщерята на Ото III, херцог на Швабия. Той е баща на:
- Валрам III Езичник (* 1085, † 16 юли 1139), от 1115 до 1119 г. граф на Арлон, от 1118 г. граф и херцог на Лимбург и господар на Васенберг, ∞ за Юта от Васенберг († 24 юни 1151), наследничка на Васенберг
- Агнес († 1136), ∞ I Фридрих фон Гозек-Путелендорф († 1125); ∞ II Вало II фон Фекенщет († 1126)
- Аделхайд († 1144/1146), ∞ I Фридрих, граф на Арнсберг († 1124), ∞ II пр. 1130 Куно от Хорбург († 1138/1139), ∞ III пр. 1140 Конрад II, граф на Дахау († 1159)
- Матилда, ∞ Хайнрих I от Намюр, граф на Ла Рош († пр. 1138) (Дом Намюр)

Вероятно той е баща и на Симон Йерусалимски († сл. 1115), първият констаблер на Кралство Йерусалим след първия кръстоносен поход.